# گنیا
گنیا (به بلغاری: Genya) یک منطقهٔ مسکونی در بلغارستان است که در شهرستان دریانوو واقع شده‌است.